# 한산면 (서천군)
한산면(韓山面)은 대한민국 충청남도 서천군의 면이다.

## 개요
한산면은 세모시의 고장으로 지현리 소재지를 중심으로 형성된 상가와 재래시장인 5일장(1일, 6일)이 서고 있는 지역이며, 특히 한산모시 새벽시장은 전국적으로 유명하여 타 시도에서도 찾아오는 유일한 시장이다. 또한 한산세모시, 소곡주, 월남 이상재 선생 생가, 한산모시관, 신성리갈대밭, 건지산성, 한산향교, 지현리3층석탑, 공작선부채 등 많은 문화재와 아름다운 경관으로 인해 사계절 많은 관광객들이 이 지역을 찾아오고 있다. 지역 주민 대다수가 영농에 종사하고 있는 전형적인 농촌지역이다.

## 행정 구역
- 구동리(九洞里)
- 나교리(羅橋里)
- 단상리(丹上里)
- 단하리(丹下里)
- 동산리(童山里)
- 동지리(冬至里)
- 마양리(馬楊里)
- 성외리(城外里)
- 송곡리(松谷里)
- 송산리(松山里)
- 신성리(新城里)
- 여사리(余士里)
- 연봉리(蓮峰里)
- 온동리(溫洞里)
- 용산리(龍山里)
- 원산리(院山里)
- 종지리(種芝里)
- 죽촌리(竹村里)
- 지현리(芝峴里): 행정복지센터 소재지
- 축동리(杻東里)
- 호암리(虎巖里)